# Martha Fuchs
Martha Marie Fuchs geb. Büttner, (* 1. Oktober 1892 in Grubschütz; † 8. Januar 1966 in Braunschweig) war SPD-Politikerin. Von 1959 bis 1964 war sie Oberbürgermeisterin der Stadt Braunschweig. Sie gehört zu Braunschweigs Ehrenbürgern.

## Leben und Wirken
Martha Büttner wurde als ältestes Kind der Eheleute Maria Johanna und Karl Büttner, eines Gaststättenbesitzers in Grubschütz, geboren. Sie besuchte die Bürgerschule und die Handelsschule in Bautzen. Dreizehnjährig musste sie sich nach dem frühen Tod ihrer Mutter um ihre vier kleineren Geschwister kümmern und arbeitete bis zu ihrer Heirat im Jahr 1919 mit Georg Fuchs als Buchhalterin und Kontoristin. In den Jahren von 1919 bis 1923 wohnte das Ehepaar in Magdeburg. Seit 1923 lebten sie in Braunschweig in der Comeniusstraße, da ihr Mann bei der sozialdemokratischen Zeitung Braunschweiger Volksfreund Redakteur wurde. Die Braunschweiger wählten sie als Vertreterin der SPD 1925 zur Stadtverordneten und 1927 in den Braunschweigischen Landtag.
Nachdem ihr Mann im Jahr 1930 gestorben war, versorgte Martha Fuchs dessen drei Kinder aus erster Ehe (Hans, Nora, Gretel), wobei als offizieller Vormund der Kinder Otto Grotewohl fungierte. Das älteste der drei Kinder war die Tochter Gretel (* 1910), die bei den Kinderfreunden aktiv war und 1930 als Absolventin eines Arbeiter-Abiturientenkurses an der Berliner Karl-Marx-Schule das Abitur erworben hatte. Bis 1932 studierte sie Erziehungswissenschaften an der TH Braunschweig. Seit ihrer Studienzeit war Gretel Fuchs mit Hermann Ebeling befreundet, sie folgte ihm Ende 1932/1933 in die Emigration nach Frankreich. Seit dem 11. Oktober 1934 waren die beiden verheiratet.
Martha Fuchs nahm von 1930 bis 1933 die Stelle als Gewerbeaufseherin im Braunschweiger Staatsdienst an. Ihr besonderes Augenmerk richtete sie bei ihren Tätigkeiten auf Schul- und Erziehungsfragen.
Im Jahr der Machtergreifung der Nationalsozialisten 1933 fanden ihre politische Arbeit und ihre Berufstätigkeit ein Ende. Sie wurde als „politisch unzuverlässiges Element“ von der Gestapo verfolgt, verhört und gequält. In der Zeit von August 1944 bis April 1945 wurde sie im KZ Ravensbrück interniert. Als das Lager kurz vor Ende des Zweiten Weltkrieges evakuiert wurde, gelang ihr mit zwei Jüdinnen die Flucht. Ihr Schwiegersohn, Hermann Ebeling, der zusammen mit seiner Frau inzwischen amerikanischer Staatsbürger geworden und als Mitarbeiter im Dienste des Office of Strategic Services nach Deutschland zurückgekehrt war, kam im Zuge dieser Tätigkeit im Jahr 1945 erstmals wieder nach Braunschweig und erfuhr vom Schicksal seiner Schwiegermutter. Dank seiner militärischen Stellung war es ihm möglich, Martha Fuchs für einen sechswöchigen Erholungsaufenthalt in die Schweiz, nach Intragna im Tessin, zu bringen. Während dieses Aufenthalts in der Schweiz im September/Oktober 1945 schrieb sie ihre Erinnerungen an die Lagerhaft nieder und übersandte die Niederschrift an ihre in New York lebende Tochter Gretel. Dieser lange Brief mit dem Absendedatum 18. Oktober 1945 wurde unter dem Titel Ein ewiges Schandmal, beginnend mit der Ausgabe vom 1. März 1946, über mehrere Folgen in der südamerikanischen Emigrantenzeitschrift Das Andere Deutschland (La otra alemania) abgedruckt. In einer redaktionellen Vorbemerkung hierzu hieß es unter Bezug auf den Titel:

„Unter diesem Titel beginnen wir mit der Veröffentlichung eines Briefes, den die Frau des früheren Chefredakteurs des sozialdemokratischen Braunschweiger ‚Volksfreund‘, Dr. Fuchs, an ihre Tochter in New York geschrieben hat. Der Brief, den wir unverändert und ungekürzt zum Abdruck bringen, gibt eine eindrucksvolle Schilderung der Zustände in den Frauen-Konzentrationslagern. Diese Schilderung, ein ewiges Schandmal für das Nazisystem, sollte möglichst weite Verbreitung in den Kreisen der Deutschen in Südamerika finden, die noch immer nicht genügend darüber aufgeklärt sind, welche Verbrecher- und Sadistengesellschaft das deutsche Volk tyrannisiert und Deutschland in den Abgrund geführt hat. Wir lassen deshalb einen Sonderdruck herstellen und bitten unsere Freunde und Leser für die notwendige Verbreitung des Sonderdrucks Sorge zu tragen. Nähere Angaben erfolgen später.“

Nach Kriegsende war Martha Fuchs Ratsherrin in Braunschweig und von Februar bis November 1946 Mitglied des Ernannten Braunschweigischen Landtages. Von Mai bis November 1946 war sie Kultusministerin des Landes Braunschweig und daran anschließend vom 20. Januar 1947 bis zum 9. Juni 1948 Staatskommissarin für das Flüchtlingswesen im Lande Niedersachsen mit Ministerrang. Sie hatte damit als erste Frau in den Westzonen ein Ministeramt inne. Im Jahr 1949 wurde sie als erste Frau Vorsitzende eines SPD-Bezirks.
In den Jahren von 1947 bis 1951 und 1954 bis 1955 war sie Mitglied des niedersächsischen Landtags.
Am 27. Mai 1959 wurde sie Oberbürgermeisterin der Stadt Braunschweig und hatte das Amt bis zum 21. Oktober 1964 inne. Als Oberbürgermeisterin erwirkte sie den Beschluss, das im Krieg stark beschädigte, aber wiederaufbaufähige Braunschweiger Schloss entgegen Protesten aus der Bevölkerung und öffentlicher Institutionen und ungeachtet bereits existierender Wiederaufbaupläne abreißen zu lassen. Der Beschluss fiel am  20. Januar 1960 im Rat der Stadt mit einer Mehrheit von zwei Stimmen der SPD-Fraktion gegen alle anderen Parteien. Martha Fuchs förderte den Bau der Stadthalle am Leonhardplatz, die im Jahr 1965 eröffnet wurde.

## Ehrungen
- Am 3. November 1964 erhielt sie das Große Verdienstkreuz des Niedersächsischen Verdienstordens.
- Am 4. November 1964 wurde ihr das Ehrenbürgerrecht verliehen.

## Würdigungen
- Sie erhielt 1966 ein Ehrengrab auf dem Braunschweiger Hauptfriedhof.
- 120 Jahre nach ihrer Geburt wurde für die ehemalige Ehrenbürgerin und Oberbürgermeisterin der Stadt Braunschweig am 1. Oktober 2012 eine Persönlichkeitstafel an der Comeniusstraße 20 enthüllt. Dort hatte Martha Fuchs die letzten Jahre vor ihrem Tode gewohnt. Die Tafel wurde von Isolde Saalmann gestiftet, sie ist die siebente von bisher 39 Persönlichkeitstafeln (Stand 2012), die an verdienstvolle Frauen erinnern.[7]
- Am 1. Oktober 2022 wurde vom Landesfrauenrat Niedersachsen in Braunschweig der frauenORT Martha Fuchs eröffnet, s. a. frauenORTE Niedersachsen.[8]

## Werke
- Ein ewiges Schandmal. Dieser lange Brief an ihre Tochter Gretel ist in mehreren Fortsetzungen in der Zeitung La otra Alemania/Das andere Deutschland erschienen und kann in der Sammlung Exilpresse Digital der Deutschen Nationalbibliothek aufgerufen werden:
  - Teil 1: La otra Alemania, Bd. 8, 1. März 1946, Nr. 113.
  - Teil 2: La otra Alemania, Bd. 8, 15. März 1946, Nr. 114.
  - Teil 3: La otra Alemania, Bd. 8, 1. April 1946, Nr. 115.
  - Teil 4: La otra Alemania, Bd. 8, 15. April 1946, Nr. 116.
  - Teil 5: La otra Alemania, Bd. 8, 15. Mai 1946, Nr. 118.
  - Teil 6: La otra Alemania, Bd. 8, 1. Juni 1946, Nr. 119.
- Das Flüchtlingsproblem, in: La otra Alemania, Bd. 9, 15. Juni 1947, Nr. 144.